# Othreis mionopastea
Othreis mionopastea är en fjärilsart som beskrevs av George Francis Hampson 1926. Othreis mionopastea ingår i släktet Othreis och familjen nattflyn. Inga underarter finns listade i Catalogue of Life.